# قنطريون أزرق
قنطريون أزرق أو عشبة يهودية أو درقة (الاسم العلمي Scutellaria lateriflora) هو نبات عشبي بري من فصيلة الشفوية ساقه نحيلة مخشوشبة أوراقه صغيرة لاطئة أو معنقة، أزهارها سنبلية التجميع بذوره دقيقة، والنبات له رائحة الثوم، ومذاقه مر.
تستعمل في العلاجات الطبية الشعبية كدواء ناجع لعلاج داء الكلب. يفيد المصابين بالذبحة الصدرية وخافض للحرارة، ولعسر البول.

## المركبات
| المواد الكيميائية | تركيز (ملغ / ز) |
| ----------------- | --------------- |
| كبابة             | 42              |
| هوميولين          | 42              |
| beta-elemene      | 92              |
| calamenene        | 152             |
| كادينين           | 270             |

| المواد الكيمائية | تركيز (ملغ / ز) |
| ---------------- | --------------- |
| سكريات           | 780             |
| فيتامين ج        | 1               |
| baicalin         | 10              |
| scutellarin      |                 |
| scutellarein     |                 |
| عفص (مادة)       | 28-35           |
| شمع              | 12              |

## الروابط الخارجية
- Connecticut Botanical Society: Scutellaria lateriflora
- Plants For A Future: Scutellaria lateriflora
- USDA Plants Profile: Scutellaria lateriflora
- Dr. Duke's Phytochemical and Ethnobotanical Databases